# Geórgios Drossinis
Geórgios Drossinis (en grec: Γεώργιος Δροσίνης) (Atenes, 9 de desembre de 1859 - Atenes, 3 de gener de 1951) fou un escriptor grec, poeta de la Nova Escola d'Atenes (corrent literària grega de la Generació de la dècada de 1880).

## Biografia
Geórgios Drossinis va néixer i es va criar a Atenes, però ell procedia d'una família de Mesolongi, que havia lluitat al cèlebre setge d'un any de la ciutat pels otomans durant la guerra d'independència de Grècia. Va estudiar filologia a Atenes i a Alemanya, però no va completar els seus estudis. Drossinis va ser un dels co-fundadors –junt amb Kostís Palamàs i Nikos Kambàs– de la Generació de '1880', que va renovar la literatura grega moderna, fent reaccionar al ja decaigut romanticisme. Va contribuir al desenvolupament i establiment de la llengua grega moderna (demòtic) y amb un gir cap a la tradició popular grega. Drossinis va mostrar un gran interès pels temes educatius i va escriure llibres escolars. A partir de 1908, va tenir un càrrec important al Ministeri d'Educació i Afers Religiosos, durant el qual va fundar biblioteques escolars, va introduir normes en matèria d'higiene escolar i va establir el Dia de la Bandera Nacional el 26 d'octubre.
També va contribuir a la fundació d'un Asil de cecs, l'Escola Vocacional Sevastopouleios, la Societat Hel·lènica Laogràfica i la compilació del Diccionari històric de la llengua grega. La seva contribució a la implantació del programa educatiu del primer ministre Elevthérios Venizelos durant la dècada de 1910 va ser substancial. Amb Dimítrios Vikelas, va fundar la Societat editorial de llibres (en grec, Σ.Ω.Β). A més a més, va ser redactor en cap i director en diverses publicacions literàries i educatives (Estia revistes, Para Asty, A Imerologion Tis Megalis Elladas ("Diari de la Magna Grècia"). Va treballar per a la fundació de l'Acadèmia d'Atenes (1926) i es va convertir en un dels seus primers membres. Va ser honrat per l'Acadèmia d'Atenes amb el «Premi a l'Excel·lència a les Arts i les Lletres» i el 1947, va ser nominat per l'Estat grec per al Premi Nobel de Literatura.

## Poesia
Malgrat la seva intensa acció en matèria d'educació i publicacions, Geórgios Drossinis és més conegut per les seves obres literàries. La seva primera col·lecció de poemes va ser Istoi Arachnis (1880), obra que va marcar l'aparició de la Nova Escola d'Atenes. La seva poesia, va ser influïda pel parnassianisme francès, literatura alemanya (Heinrich Heine) i Kostís Palamàs, està inspirada en la forma de vida grega, especialment la natura grega, i es caracteritza per la seva tranquil·litat, la senzillesa i la intensa i clara exposició d'imatges.
Les obres més importants de Drossinis en poesia són les següents:
- Istoi Arachnis (1880)
- Idyllia (1884)
- Gallene (1902)
- Fotera Skotadia (1918)
- Pyrine Romfaia (1921)
- To Moiroloi tis Omorfis (1927)
- Tha Vradyasei (1930)
- Eipe (1932)
- Lambades (1947)

## Prosa
La seva prosa, del gènere de la novel·la de costums, és una idíl·lica representació de la vida grega -especialment rural- però també mostra els seus aspectes negatius, la pobresa i la falta d'educació dels pagesos. Les seves obres més importants de prosa són: 

### Novel·les
- Amaryllis (1886)
- To Votani tis Agapis (1901)
- Ersie (1922)
- Irene (1945)

### Col·leccions de contes
- Agrotikai Epistolai (1882)
- Diigimata kai Anamniseis (1886)
- Diigimata ton Agron kai tis Polis (1904)

## Llegat
El 1940, Drossinis va publicar la seva autobiografia Skorpia Fylla tis Zois mou(«Pàgines disperses de la meva vida»).
Molts dels seus poemes han estat posats en música i diverses de les seves obres han estat traduïdes a altres idiomes. Les seves obres completes han estat publicades per la Societat Σ.Ω.Β.). La casa de Drossinis a Kifisià (un suburbi al nord d'Atenes), ha estat reconstruïda i pertany al Municipi de Kifisià. L'edifici alberga la Biblioteca Municipal des de 1991 i el Museu Drossinis des de 1997, on es pot passejar a través d'una col·lecció d'objectes i llibres personals del poeta. El 1997 es va fundar la Societat d'Amics del Museu Drossinis, l'objectiu de la qual és, entre altres coses, promoure i difondre les obres de l'autor, particularment al sector de l'educació a Grècia.